# Robert Lamplough
Robert Lamplough (ur. 4 czerwca 1940 roku w Gloucester) – brytyjski kierowca wyścigowy i pilot.

## Kariera
Lamplough rozpoczął międzynarodową karierę w wyścigach samochodowych w 1966 roku od startów w Brytyjskiej Formule 3 BRSCC Les Leston, gdzie raz stanął na podium. Z dorobkiem siedmiu punktów uplasował się tam na osiemnastej pozycji w klasyfikacji generalnej. W tym samym roku był czternasty w wyścigu Formuła 3 Ford Grand Prix, a nie ukończył wyścigu Formuła 3 Les Leston Trophy. W późniejszych latach Brytyjczyk pojawiał się także w stawce Europejskiej Formuły 2, Grand Prix Madrytu Formuły 1, Brytyjskiej Formuły 5000, Trophée de France Formule 2, Internationales ADAC-Eifelrennen, Formuła 1 Jochen Rindt Gedachtnisrennen Trophy, BRDC International Trophy (w samochodach Formuły 1) oraz Historic Marathon 500.
W Europejskiej Formule 2 Brytyjczyk startował w latach 1967-1968, 1970. Jednak nigdy nie zdobywał punktów.